# Бюсьер-Сен-Жорж
Бюсье́р-Сен-Жорж (фр. Bussière-Saint-Georges, окс. Bussiera Sent Jòrge) — коммуна во Франции, находится в регионе Лимузен. Департамент коммуны — Крёз. Входит в состав кантона Буссак. Округ коммуны — Гере.
Код INSEE коммуны — 23038.

## Население
Население коммуны на 2010 год составляло 223 человека.
| 1962 | 1968 | 1975 | 1982 | 1990 | 1999 | 2010 |
| ---- | ---- | ---- | ---- | ---- | ---- | ---- |
| 483  | 422  | 355  | 256  | 239  | 184  | 223  |

## Экономика
В 2010 году среди 131 человека трудоспособного возраста (15—64 лет) 78 были экономически активными, 53 — неактивными (показатель активности — 59,5 %, в 1999 году было 67,6 %). Из 78 активных жителей работали 64 человека (37 мужчин и 27 женщин), безработных было 14 (8 мужчин и 6 женщин). Среди 53 неактивных 6 человек были учениками или студентами, 26 — пенсионерами, 21 были неактивными по другим причинам.